# 2292 Seili
2292 Seili este un asteroid din centura principală, descoperit pe 7 septembrie 1942 de Yrjö Väisälä.